# Heteronympha kurena
Heteronympha kurena är en fjärilsart som beskrevs av Couchman 1954. Heteronympha kurena ingår i släktet Heteronympha och familjen praktfjärilar. Inga underarter finns listade i Catalogue of Life.